# Abscon
Abscon is een gemeente in het Franse Noorderdepartement (Frans: département du Nord) in de regio Hauts-de-France. De plaats maakt deel uit van het arrondissement Valenciennes. Abscon telde op 1 januari 2022 4.160 inwoners.

## Geschiedenis
Op de begraafplaats van Abscon bevindt zich een Britse militair graf van de Eerste Wereldoorlog dat wordt onderhouden door de Commonwealth War Graves Commission.

## Geografie
De oppervlakte van Abscon bedroeg op 1 januari 2022 7,27 vierkante kilometer; de bevolkingsdichtheid was toen 572,2 inwoners per km².

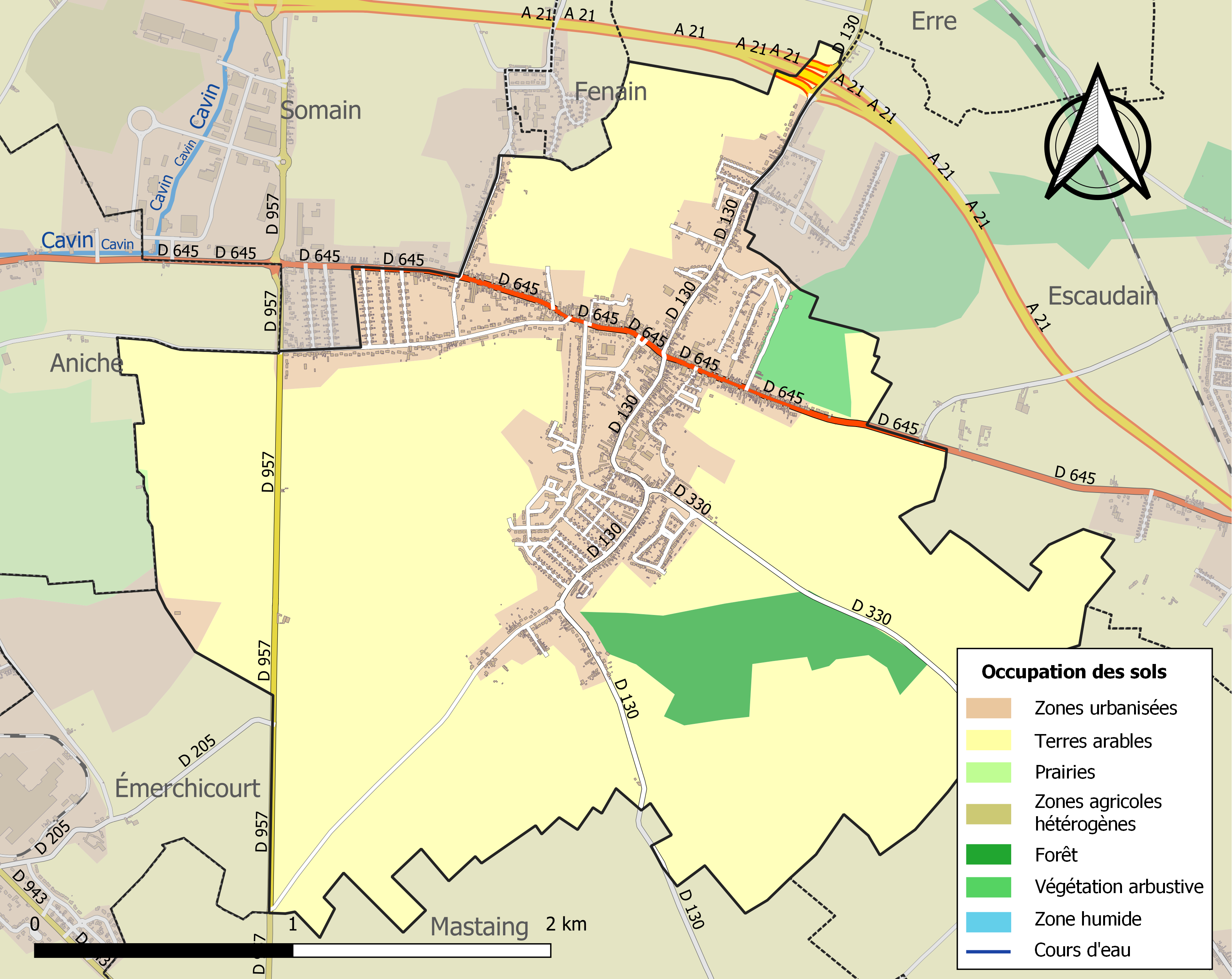
Kaart van de gemeente met belangrijkste infrastructuur, bodemgebruik en omliggende gemeenten

## Demografie
Onderstaande figuur toont het verloop van het inwonertal (bron: INSEE-tellingen).